# Crucified Barbara
Crucified Barbara est un ancien groupe (ou girls band) suédois de heavy metal, originaire de Stockholm. Composé de Mia Coldheart, Klara Force, Ida Evileye et Nicki Wicked, ce quatuor produit une musique décrite comme un mélange de heavy metal, de thrash metal et de hard rock. Le groupe a annoncé sa séparation sur sa page Facebook le 14 juin 2016.
En octobre 2024, ils annoncent leur réunion. Leur premier concert aura lieu au Sweden Rock 2025. Leur prochaine apparition en France sera au festival La Guerre Du Son 2025.

## Biographie
Ida Evileye et Klara Force jouent pour la première fois ensemble au milieu des années 1990, alors qu'elles n'ont que quatorze ans. Après un passage dans un groupe de hard rock, Nicki Wicked les rejoint. L'arrivée de Joey Nine en 1998 fige alors la formation : Joey au chant, Ida à la basse, Klara à la guitare et Nicki à la batterie. La musique produite s'apparente au punk rock.
En 2001, avec l'arrivée de Mia Karlsson, seconde guitariste du groupe, elles signent leur premier contrat avec Warner Music Group/Chapel Scandinavia à la suite d'un concert donné sur un bateau en Suède. Elles adoptent le nom de Crucified Barbara au Roskilde Festival s'inspirant d'une poupée gonflable (barbara en suédois) perchée sur une croix. Le départ de Joey en 2003 pousse Mia à s'essayer au chant. Le son du groupe évolue également vers un style plus metal. Grâce au label GMR Music, les premiers enregistrements se déroulent au printemps 2004 aux studios Pama de Kristianopel, en Suède. Mankan Sedenberg en est le producteur et l'ingénieur du son. In Distortion We Trust, leur premier album studio, paraît en Suède le 19 janvier 2005, puis dans plusieurs autres pays européens dont le Royaume-Uni, la France, l'Allemagne et la Belgique. Le single Losing the Game, dont le clip est réalisé par M Industries, sort le 8 décembre 2005 et devient huitième au classement des meilleures ventes en Suède.
Sorti le 11 février 2009, le deuxième album, 'Til Death Do Us Party, propose des titres avec plus de maturité tout en gardant l'énergie et la spontanéité du premier. Ainsi, on y trouve deux power ballads : Jennyfer et Danger Danger. Leur troisième album studio, The Midnight Chase, est mis en vente le 28 mai 2012 en Europe, et en juin en Amérique du Nord. En mai 2013, le groupe tourne son voyage à Paris, en France.
En collaboration avec Habanero-Man et Ta-nm Farm au Japon, Crucified Barbara lance, en janvier 2014, sa propre marque de sauce piquante appelée Into The Fire, d'après la chanson homonyme issue de leur album The Midnight Chase. En mars 2014, le groupe signe au label Despotz Records. En avril 2014, le groupe publie la chanson To Kill a Man. Le quatrième album du groupe, In the Red, était prévu pour le 12 août 2014, mais il est finalement repoussé au 23 septembre 2014.

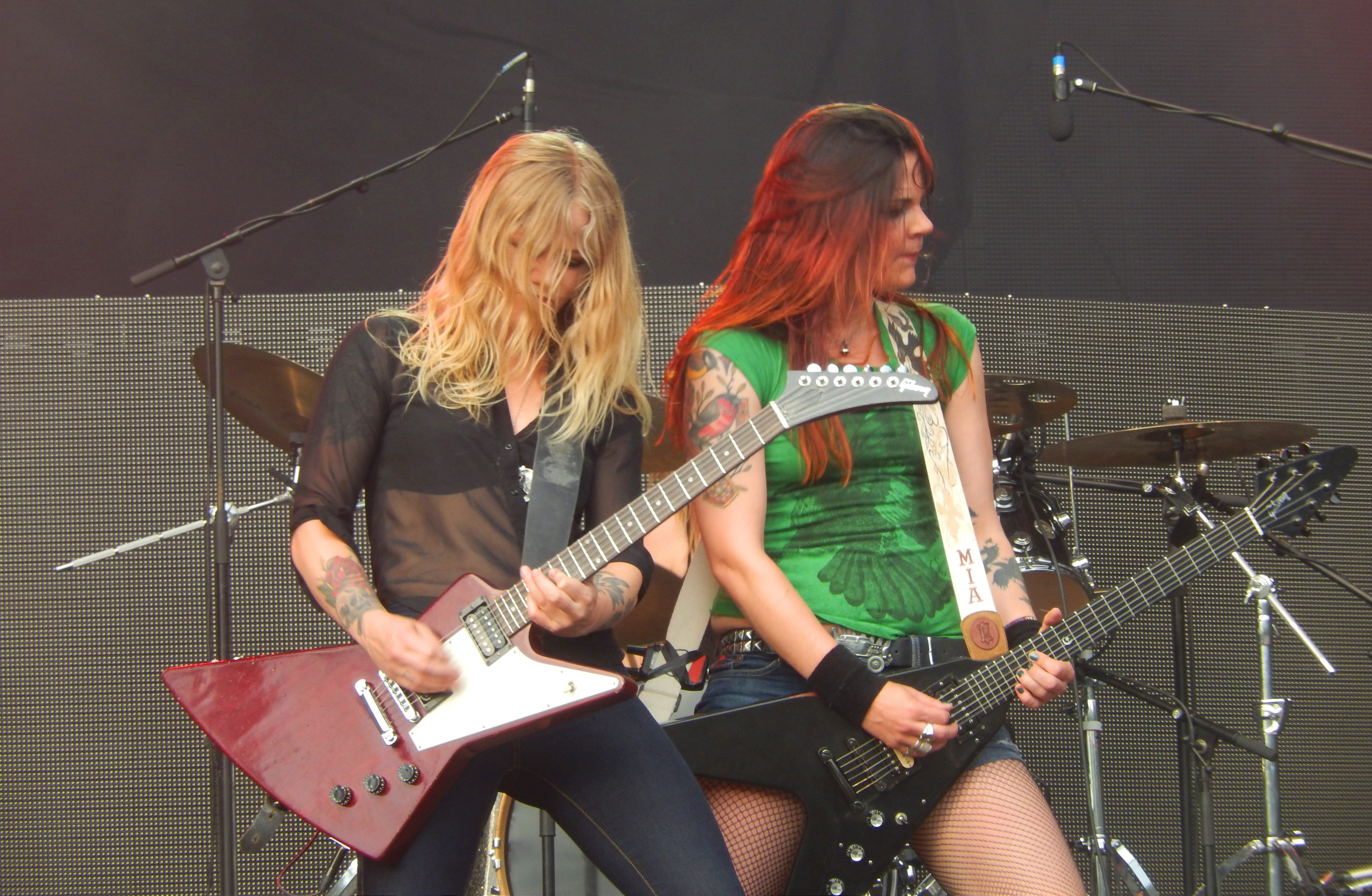
Crucified Barbara au Festival de Beauregard Caen en 2015

En juin 2016, le groupe annonce sa dissolution via un communiqué officiel : « Nous sommes désolés de l'annoncer, mais c'est fini,. ». Début 2017 Klara Force, Ida Evileye et Nikki Wicked annoncent qu'elles ont fondé un nouveau groupe nommé The Heard qui compte aussi dans ses rangs le guitariste de Deathstars Jonas Kangur et le chanteur Pepper Potemkin.

## Membres

### Derniers membres
- Mia Coldheart (Mia Karlsson) – chant, guitare
- Klara Force (Klara Rönnqvist Fors) – guitare, chœurs
- Ida Evileye (Ida Stenbacka) – basse, chœurs
- Nicki Wicked (Jannicke Lindström) – batterie, chœurs

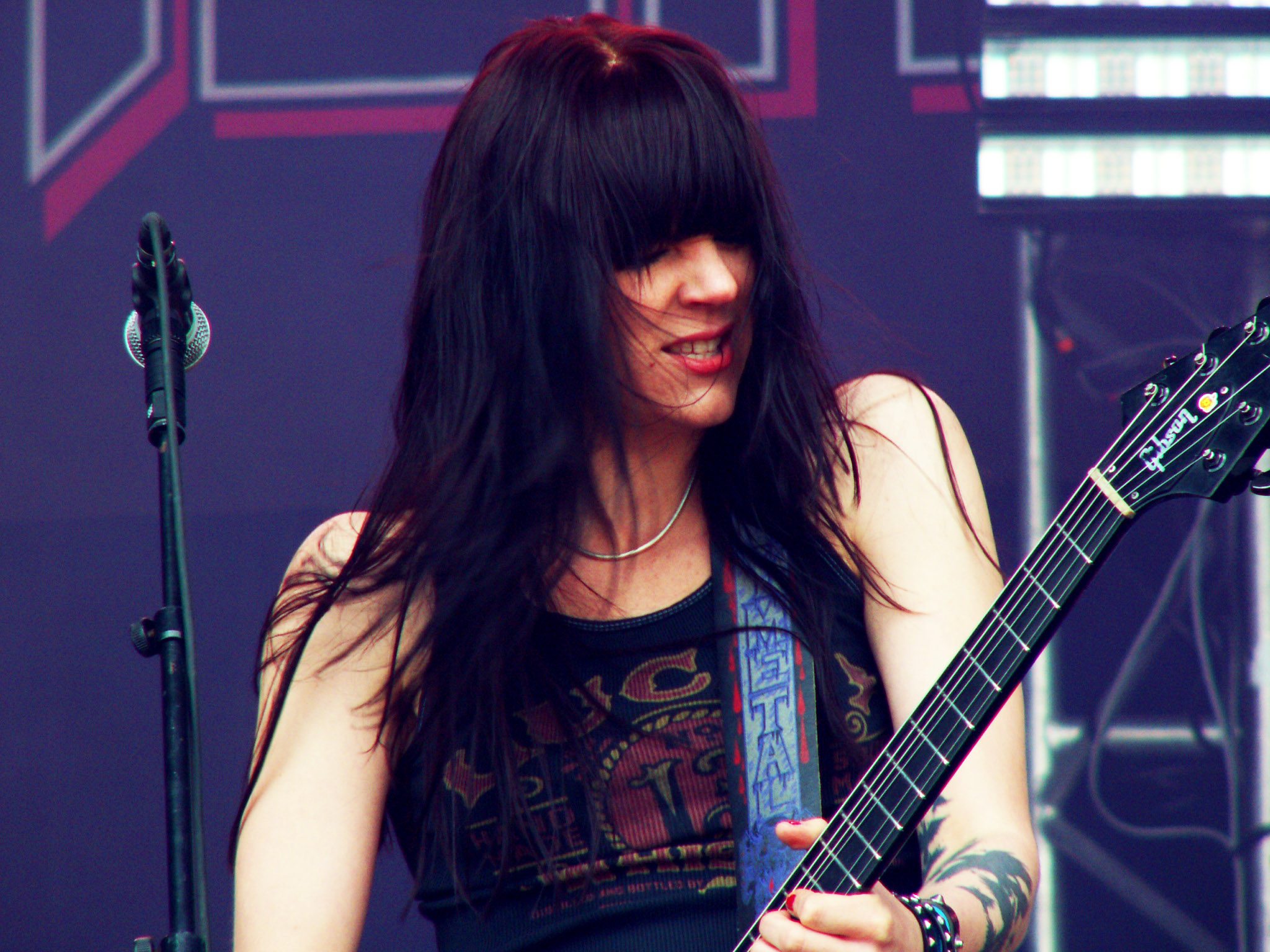
Mia Coldheart au Hellfest 2011
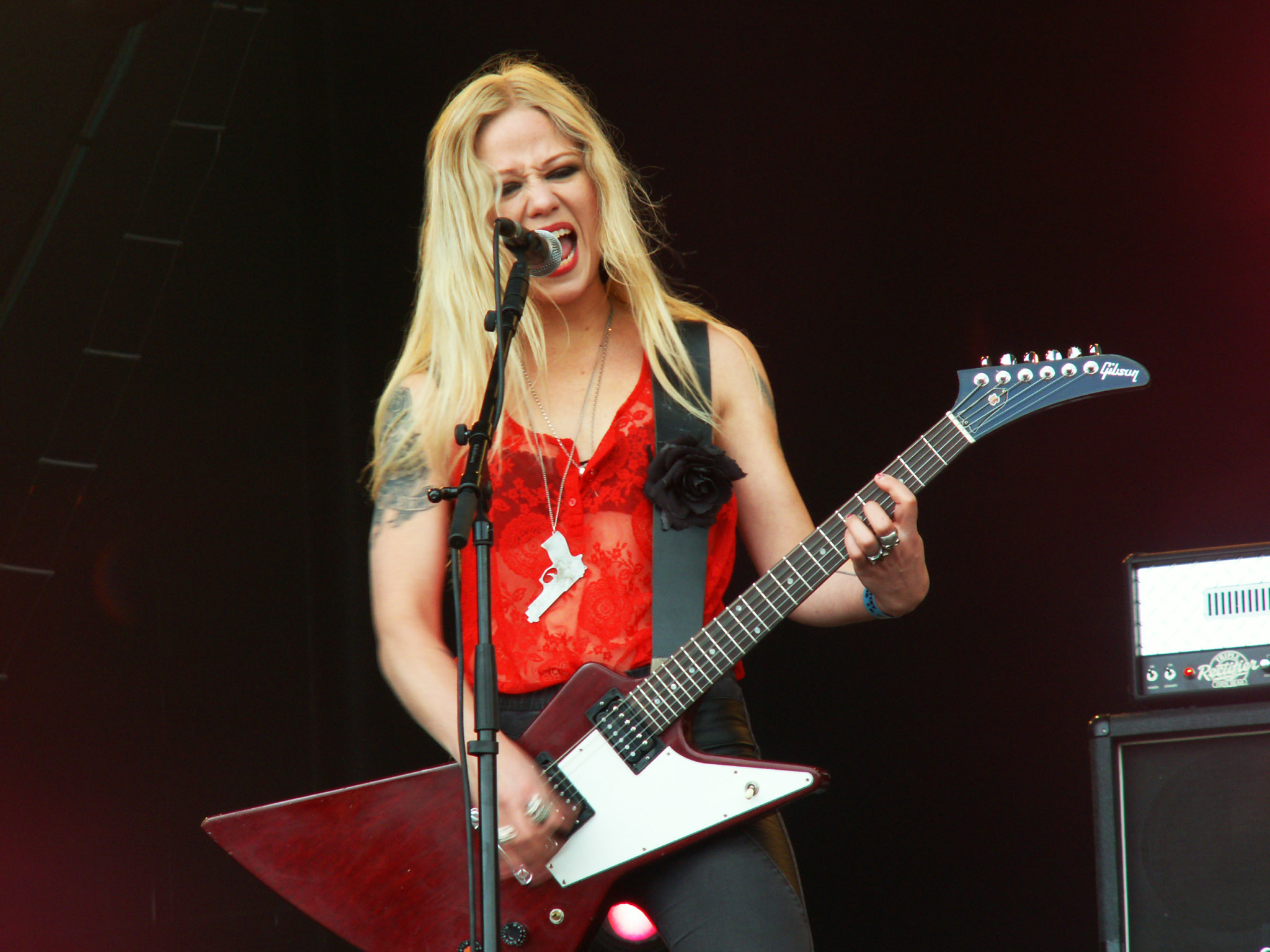
Klara Force
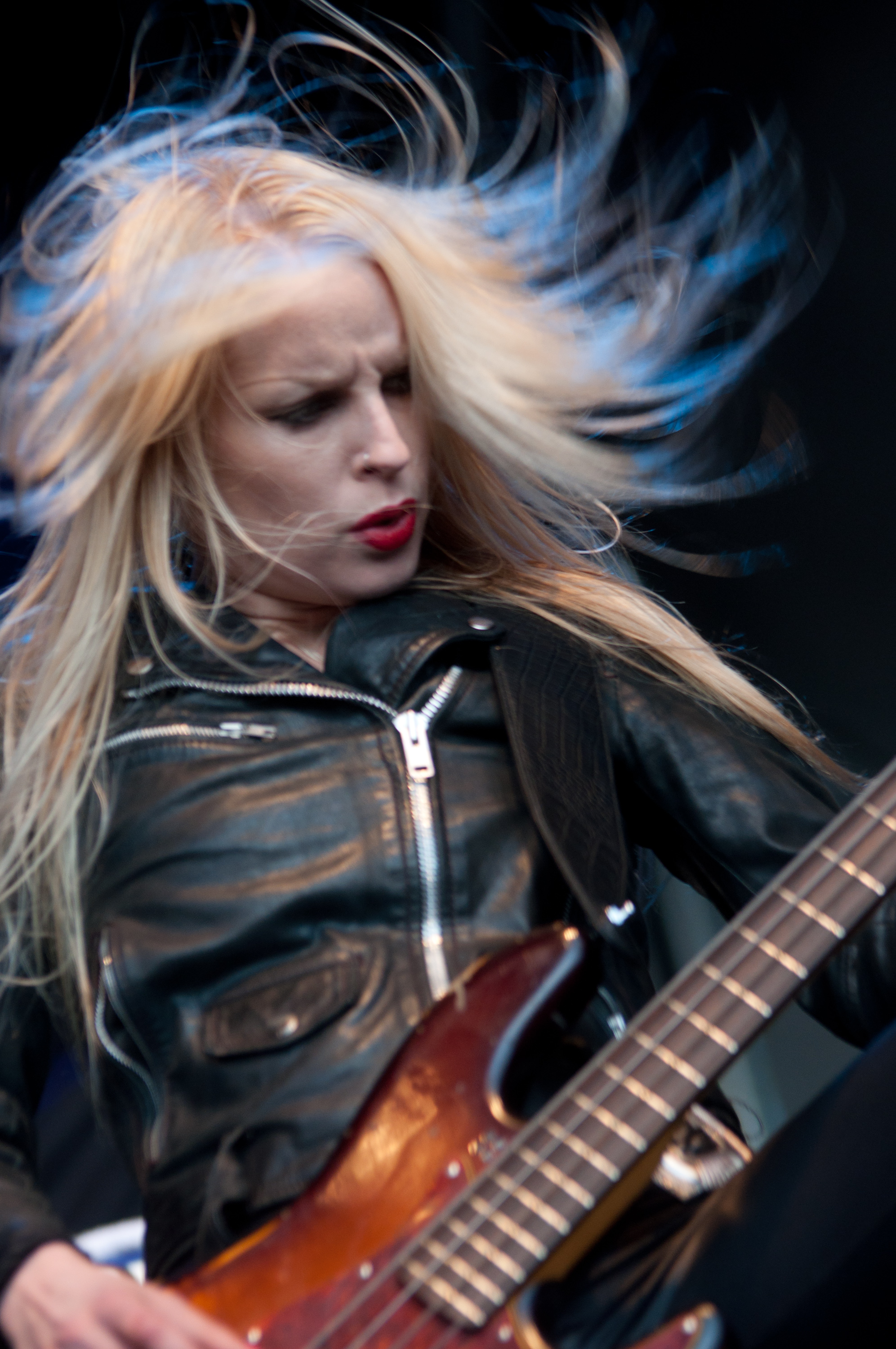
Ida Evileye à la basse
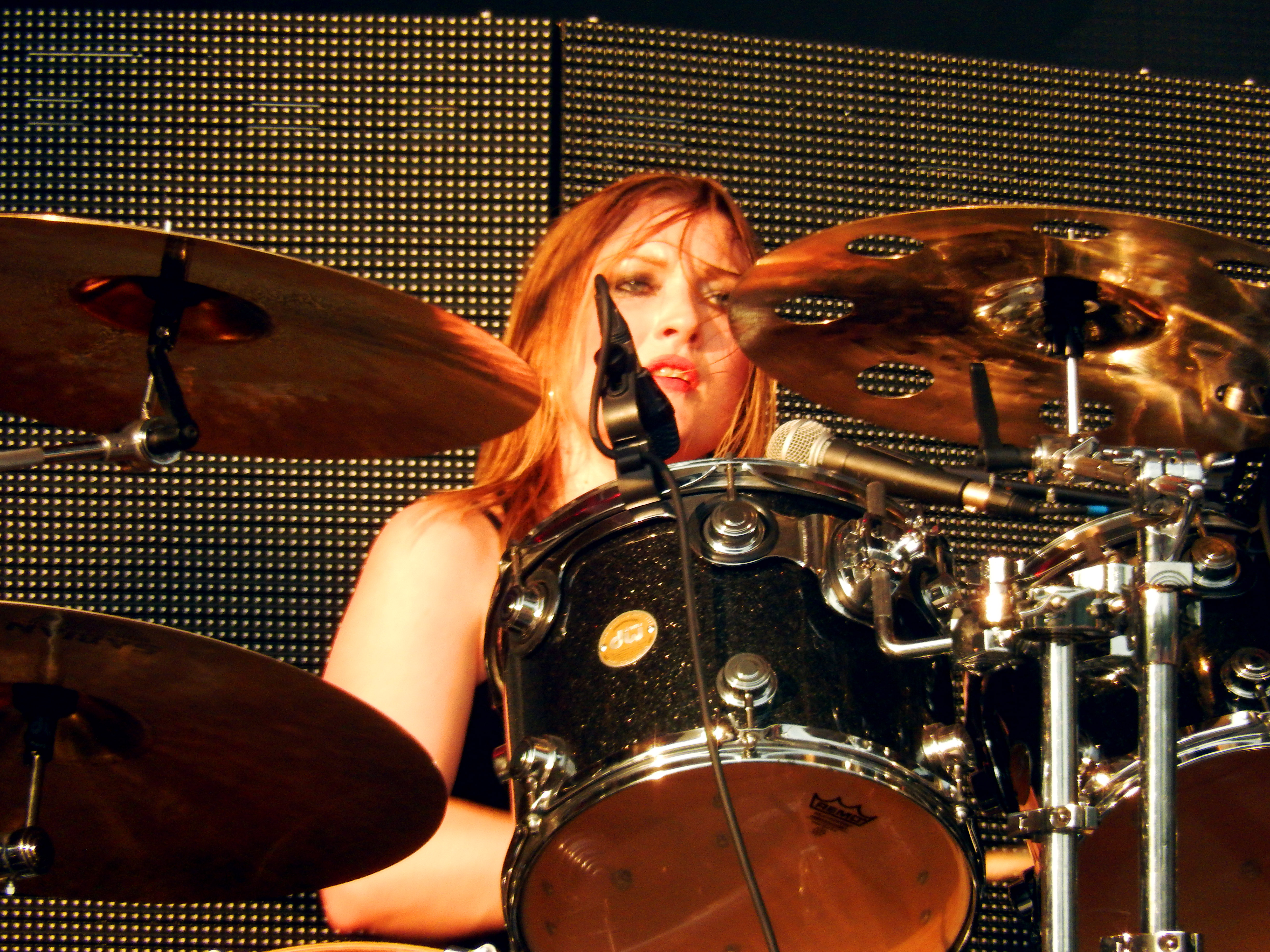
Nicki Wicked

### Ancien membre
- Joey Nine – chant (1998-2003)

## Discographie
- 2001 : Fuck You Motherfucker (EP)
- 2005 : In Distortion We Trust
- 2009 : 'Til Death Do Us Party
- 2012 : The Midnight Chase
- 2014 : In the Red